# خط ۴ متروی تهران
| شرح |  |  |  |  |                              |                     |
| \| \| \| \| \| \| \| \| \| \| \| \| \| \| چهارباغ \| \| \| \| \| \| \| \| آیت‌الله کاشانی \| Tehran Metro Line 6 \| \| \| \| \| \| \| علامه جعفری \| \| \| \| \| \| \| \| ارم‌سبز \| \| \| \| \| \| \| \| \| Tehran Metro Line 5 \| \| \| \| \| \| \| دپوی اکباتان \| \| \| \| \| \| \| \| شهرک اکباتان \| \| \| \| \| \| \| \| پایانه ۴ و ۶ فرودگاه مهرآباد \| Airport interchange \| \| \| \| \| \| \| پایانه ۱ و ۲ فرودگاه مهرآباد \| Airport interchange \| \| \| \| \| \| \| بیمه \| \| \| \| \| \| \| \| میدان آزادی \| \| \| \| \| \| \| \| استاد معین \| \| \| \| \| \| \| \| دکتر حبیب‌الله \| \| \| \| \| \| \| \| شادمان \| Tehran Metro Line 2 \| \| \| \| \| \| \| توحید \| Tehran Metro Line 7 \| \| \| \| \| \| \| میدان انقلاب اسلامی \| \| \| \| \| \| \| \| تئاتر شهر \| Tehran Metro Line 3 \| \| \| \| \| \| \| فردوسی \| \| \| \| \| \| \| \| دروازه دولت \| Tehran Metro Line 1 \| \| \| \| \| \| \| دروازه شمیران \| Tehran Metro Line 2 \| \| \| \| \| \| \| میدان شهدا \| Tehran Metro Line 6 \| \| \| \| \| \| \| ابن‌سینا \| \| \| \| \| \| \| \| پیروزی \| \| \| \| \| \| \| \| نبرد \| \| \| \| \| \| \| \| نیروهوایی \| \| \| \| \| \| \| \| شهید کلاهدوز \| \| \| \| \| \| \| \| دپوی شهید کلاهدوز \| \| \| \| \| \| \| \| \| \| \| \| \| \| \| \| \| \| |  |  |  |  |                              |                     |
| |  |  |  |  |                              |                     |
| |  |  |  |  | چهارباغ                      |                     |
| |  |  |  |  | آیت‌الله کاشانی               | Tehran Metro Line 6 |
| |  |  |  |  | علامه جعفری                  |                     |
| |  |  |  |  | ارم‌سبز                       |                     |
| |  |  |  |  |                              | Tehran Metro Line 5 |
| |  |  |  |  | دپوی اکباتان                 |                     |
| |  |  |  |  | شهرک اکباتان                 |                     |
| |  |  |  |  | پایانه ۴ و ۶ فرودگاه مهرآباد | Airport interchange |
| |  |  |  |  | پایانه ۱ و ۲ فرودگاه مهرآباد | Airport interchange |
| |  |  |  |  | بیمه                         |                     |
| |  |  |  |  | میدان آزادی                  |                     |
| |  |  |  |  | استاد معین                   |                     |
| |  |  |  |  | دکتر حبیب‌الله                |                     |
| |  |  |  |  | شادمان                       | Tehran Metro Line 2 |
| |  |  |  |  | توحید                        | Tehran Metro Line 7 |
| |  |  |  |  | میدان انقلاب اسلامی          |                     |
| |  |  |  |  | تئاتر شهر                    | Tehran Metro Line 3 |
| |  |  |  |  | فردوسی                       |                     |
| |  |  |  |  | دروازه دولت                  | Tehran Metro Line 1 |
| |  |  |  |  | دروازه شمیران                | Tehran Metro Line 2 |
| |  |  |  |  | میدان شهدا                   | Tehran Metro Line 6 |
| |  |  |  |  | ابن‌سینا                      |                     |
| |  |  |  |  | پیروزی                       |                     |
| |  |  |  |  | نبرد                         |                     |
| |  |  |  |  | نیروهوایی                    |                     |
| |  |  |  |  | شهید کلاهدوز                 |                     |
| |  |  |  |  | دپوی شهید کلاهدوز            |                     |
| |  |  |  |  |                              |                     |
| |  |  |  |  |                              |                     |

خط ۴ مترو تهران یک خط درون‌شهری به طول ۲۲٫۴ کیلومتر با ۲۰ ایستگاه است که توسعهٔ شرقی و غربی آن در حال احداث است. این خط که با نوار زرد رنگ مشخص شده است در حال حاضر از ایستگاه شهید کلاهدوز واقع در بوستان پیروزی نزدیک بزرگراه دوران در شرق تهران شروع شده و در ایستگاه علامه جعفری واقع در خیابان پروانهٔ شمالی، نبش بزرگراه علامه جعفری در غرب تهران به پایان می‌رسد. مسیر این خط به صورت عمده خیابان‌های پیروزی، انقلاب و آزادی می‌گذرد.
خط ۴ تنها خط متروی تهران است که با تمامی خطوط یک تا هفت تقاطع دارد؛ این خط در ایستگاه دروازه دولت با خط ۱، در ایستگاه‌های دروازه شمیران و شادمان با خط ۲، در ایستگاه تئاترشهر با خط ۳، در ایستگاه ارم‌سبز با خط ۵، در ایستگاه‌های میدان شهدا و آیت‌الله کاشانی(غیرفعال) با خط ۶ و در ایستگاه توحید با خط ۷ تقاطع دارد. همچنین انشعاب این خط که مخصوص فرودگاه مهرآباد است در ایستگاه بیمه قابل دسترسی می‌باشد.

## تاریخچه
در سال ۱۳۸۷ بخشی از این خط، حد فاصل ایستگاه دروازه شمیران تا ایستگاه میدان فردوسی افتتاح شد. شایان ذکر آن است که در این بخش از خط، ۳ ایستگاه دروازهٔ شمیران، دروازه دولت و میدان فردوسی بهره‌برداری شد. در اسفند ماه ۱۳۸۷ ایستگاه میدان شهدا در امتداد شرقی خط نیز بهره‌برداری شد.
در بهار ۱۳۸۸ نیز ایستگاه میدان انقلاب در امتداد غربی خط به بهره‌برداری رسید. 
در بهار سال ۱۳۸۹ ایستگاه مترو کلاهدوز واقع در انتهای شرقی خط به بهره‌برداری رسید. همچنین تا پایان سال ۱۳۸۹  ایستگاه‌های میان‌راهی ولیعصر (تئاتر شهر) و نبرد افتتاح و امتداد توسعهٔ غربی خط از ایستگاه میدان انقلاب تا ایستگاه میدان آزادی و گشایش ایستگاه‌های توحید و میدان آزادی انجام شد.

## توسعه خط
بخش اصلی خط ۴ مترو تهران در حال بهره‌برداری است و بخش توسعه آن نیز از شرق و غرب در حال مطالعه و ساخت است.
طبق طرح جامع از سمت غرب نیز از ایستگاه مترو ارم سبز تا محدوده خیابان جنت‌آباد در تقاطع بزرگراه شهید همت به بخش غربی خط ۹ مترو تهران وصل می‌شود. در این مسیر سه ایستگاه ساخته می‌شود که شامل ایستگاه مترو علامه جعفری، ایستگاه مترو آیت‌الله کاشانی (در حال تکمیل) به عنوان یکی از ایستگاه‌های بخش شمالی خط ۶ مترو تهران و ایستگاه مترو چهارباغ (در حال ساخت) واقع در میدان چهار باغ جنت‌آباد جنوبی که با خط ۹ مترو ایستگاه تبادلی خواهد شد. تاکنون ایستگاه متروی علامه جعفری در حال بهره‌برداری است و به گفته مدیر شرکت متروی تهران، ایستگاه مترو آیت‌الله کاشانی در اواسط سال ۱۴۰۳ و ایستگاه مترو چهارباغ در اواخر سال ۱۴۰۴ به بهره‌برداری خواهند رسید.
ادامه خط ۴ مترو از سمت شرق از ایستگاه مترو شهید کلاهدوز در بزرگراه شهید یاسینی به سمت شمال و بزرگراه شهید باقری و عبور از خط ۲ مترو تهران به‌صورت تقاطعی در ایستگاه مترو شهید باقری در محدوده محلات تهرانپارس غربی و شرقی، گلشن و حکیمیه گسترش خواهد یافت و با ابتدای خط ۱۰ مترو تهران در حوالی فلکه سجادیه یا سوم تهرانپارس با نام ایستگاه مترو فلکه سجادیه تقاطع خواهد داشت. ایستگاه‌های جدید این مسیر شامل ایستگاه مترو تهران نو در انتهای میدان چایچی، ایستگاه مترو میدان شقایق در میدان شقایق، ایستگاه مترو شهید امیری طامه در تقاطع بزرگراه باقری و خیابان ۱۴۲ شرقی(امیری طامه)، ایستگاه شهید زفرقندی در تقاطع بزرگراه باقری و خیابان ۱۹۶ شرقی(زفرقندی)، ایستگاه مترو سجادیه در فلکه سوم تهرانپارس و ایستگاه مترو پروین در حوالی بلوار پروین و میدان شاهد و ایستگاه زهدی در تهران‌پارس و ایستگاه دانشگاه خواجه نصیر پردیس رضایی نژاد در منطقه حکیمیه در دست احداث است

## ایستگاه‌ها[۲]
| کد ایستگاه | نام ایستگاه                         | تقاطع با مترو | تقاطع با بی‌آرتی        | آدرس                                                |
| ---------- | ----------------------------------- | ------------- | ---------------------- | --------------------------------------------------- |
| Z4-1       | دانشگاه آزاد اسلامی واحد تهران شمال |               |                        | ضلع جنوب غربی دانشگاه آزاد اسلامی واحد تهران شمال   |
| Z4         | زهدی                                |               |                        | بلوار زهدی، حدفاصل خیابان‌های ۱۲ بهمن و خیابان زهدی  |
| Y4         | پروین                               |               |                        | میدان پروین                                         |
| X4         | فلکه سجادیه                         |               |                        | فلکه سوم تهرانپارس                                  |
| W4         | زفرقندی                             |               |                        | تقاطع بزرگراه باقری و خیابان ۱۹۶ غربی               |
| V4         | شهید باقری                          |               |                        | تقاطع بزرگراه‌های باقری و رسالت                      |
| U4         | امیری طائمه                         |               |                        | تقاطع بزرگراه باقری و خیابان ۱۴۲ غربی               |
| T4         | میدان شقایق                         |               | BRT 1                  | میدان شقایق                                         |
| S4         | تهران نو                            |               |                        | میدان چایچی                                         |
| R4         | شهید کلاهدوز                        |               |                        | بزرگراه یاسینی، خروجی بزرگراه دوران (اسبدوانی)      |
| Q4         | نیرو هوایی                          |               | BRT 3                  | خیابان پیروزی، بین خیابان‌های چهارم و پنجم نیروهوایی |
| P4         | نبرد                                | ۹ 9           |                        | خیابان پیروزی، چهارراه کوکاکولا                     |
| O4         | پیروزی                              |               |                        | خیابان پیروزی، تقاطع خیابان پورمند                  |
| N4         | ابن سینا                            |               | BRT 9                  | تقاطع بزرگراه امام علی و خیابان پیروزی              |
| M4         | میدان شهدا                          |               |                        | میدان شهدا                                          |
| K4         | دروازه شمیران                       |               |                        | خیابان بهارستان، میدان ابن‌سینا                      |
| J4         | دروازه دولت                         |               | BRT 1                  | خیابان انقلاب، تقاطع خیابان‌های مفتح و سعدی          |
| I4         | فردوسی                              |               | BRT 1                  | میدان فردوسی                                        |
| G4         | تئاتر شهر                           |               | BRT 1 و BRT 7          | چهارراه ولی‌عصر                                      |
| F4         | میدان انقلاب اسلامی                 |               | BRT 1                  | میدان انقلاب                                        |
| E4         | توحید                               |               | BRT 1 و BRT 4          | چهارراه نواب                                        |
| D4         | شادمان                              |               | BRT 1                  | خیابان آزادی، تقاطع خیابان‌های بهبودی و شادمان       |
| C4         | دکتر حبیب‌الله                       | ۸ 8           | BRT 1                  | خیابان آزادی، نرسیده به تقاطع حبیب‌الله              |
| B4         | استاد معین                          |               | BRT 1                  | خیابان آزادی، تقاطع خیابان استاد معین               |
| A4         | میدان آزادی                         |               | BRT 1 و BRT 2 و BRT 10 | ضلع غربی میدان آزادی، محوطه پایانه غرب              |
| A4-2       | بیمه                                | انشعاب خط ۴   |                        | بزرگراه لشگری، نبش خیابان بیمه دوم                  |
| A4-3       | شهرک اکباتان                        |               |                        | فاز دوم شهرک اکباتان، خیابان صارمی، روبروی بلوک ۱۱  |
| A4-4       | ارم سبز                             |               |                        | حاشیه شمالی آزادراه حجازی، انتهای بلوار شقایق جنوبی |
| A4-5       | علامه جعفری                         |               |                        | خیابان پروانه شمالی، تقاطع بزرگراه علامه جعفری      |
| A4-6       | آیت‌الله کاشانی                      |               |                        | تقاطع بلوارهای آیت‌الله کاشانی و جنت آباد            |
| A4-7       | چهارباغ                             | ۹ 9           |                        | بلوار جنت آباد، میدان چهارباغ                       |

## انشعاب خط ۴ (خط فرودگاه مهرآباد)
از خط ۴ در ایستگاه مترو بیمه، انشعابی به طول ۲٫۵ کیلومتر با ۳ ایستگاه گرفته شده است که به سمت فرودگاه مهرآباد می‌رود. این انشعاب به خط فرودگاه مهرآباد معروف است.

## دپو
پایانه کلاهدوز در زمینی به مساحت ۱۶ هکتار مترمربع در ابتدای اتوبان شهید یاسینی و قبل از ایستگاه متروی شهید کلاهدوز واقع شده است. این پایانه در فضای مسقف ۲۰ هزار مترمربعی با قابلیت نگهداری ۲۰ رام قطار ساخته شده است. با گشایش این پایانه امکان تعمیر و نگهداری قطارهای شهری خط چهار توسعه یافته و با بهره برداری از این پایانه سرفاصله حرکت قطارها و مدت زمان سرویس‌های فنی دوره ای کاهش می‌یابد و علاوه بر آن امکان مدیریت بهتر ناوگان فراهم خواهد شد. به گفته معاون حمل و نقل و ترافیک شهرداری تهران در حال حاضر ۸٫۵ کیلومتر ریل گذاری در این پایانه انجام و ۲۳ سوزن در طول این مسیر جانمایی و نصب شده است. در این پایانه برج مراقبت، پست برق و سایر بخش‌های فنی و اجرایی به منظور ارائه سرویس کامل در خط چهار ایجاد شده است. فاز اول این پایانه در ۲۰ فروردین ۱۳۹۶ افتتاح شد و فاز دوم آن نیز در دست احداث است.
همچنین اولین و تنها پارکینگ زیرزمینی قطارهای شهری کشور با نام پایانه اکباتان در غربی‌ترین نقطه خط ۴ متروی تهران در حال ساخت است. در این پارکینگ ۲۱ خط ریلی تعبیه شده و از نکات بارز طراحی این سازه امکان ایجاد دهانه‌های بزرگ به ابعاد ۳۳ متر با استفاده از اسکلت فلزی، جهت نصب سوزن و ایجاد انشعاب‌های مختلف برای هدایت قطارها به هر یک از ۲۱ خط ریلی است. با توجه به آنکه این پارکینگ در محدوده مسکونی شهرک اکباتان واقع شده است، ساخت آن به صورت زیرزمینی طراحی شده تا کمترین مزاحمت برای اهالی منطقه و نیز حداقل آسیب برای منظر شهری را در پی داشته باشد؛ ضمن اینکه زیرزمینی بودن سازه پارکینگ، این اجازه را می‌دهد تا از سطح فوقانی آن برای ایجاد فضای سبز و یک پلازای مدرن شهری استفاده شود. گفتنی است این پارکینگ با ۷ هکتار مساحت، در ضلع غربی بزرگراه شهید ستاری و محدوده شمال ایستگاه متروی شهرک اکباتان واقع شده است. عملیات اجرایی این پروژه مهم شهری از سال ۱۳۸۷ آغاز شده و فاز اول آن در ۲۹ مرداد ۱۴۰۱ افتتاح شد و فاز دوم آن در حال تکمیل است.